# Severnaja Kel'tma
La Severnaja Kel'tma (in russo Северная Кельтма?; Kel'tma settentrionale) è un fiume della Russia europea orientale, affluente di sinistra della Vyčegda nel bacino della Dvina Settentrionale. Scorre nella Repubblica dei Comi.
Inizia nel sud-est della Repubblica dei Komi, non lontano dal confine con il Territorio di Perm', nella palude di Džuričnjur, tra i bassi rilievi degli Uvali settentrionali. Scorre in direzione nord-occidentale. Il canale è tortuoso, le sponde sono molto paludose, specie quella di destra, praticamente disabitata. Sfocia nella Vyčegda a 709 km dalla foce, a est del villaggio di Kerčom"ja. Ha una lunghezza di 155 km, il suo bacino è di 7 960 km².
I suoi maggiori affluenti sono: Voč (lungo 151 km) e Prupt (163 km) provenienti dalla sinistra idrografica, e Ël' (90 km) dalla destra. Il fiume gela da novembre a maggio.

## Storia
Nel 1785-1822, tra la Severnaja Kel'tma e la Južnaja Kel'tma (Kel'tma meridionale), le cui sorgenti sono molto vicine, fu costruito il canale Severo-Ekaterininskij, lungo 17,6 km, che collegava la Vyčegda (bacino della Dvina Settentrionale) con il fiume Kama (bacino del Volga). Il canale funzionò per 16 anni e fu soppresso nel 1836.